# 豊田敏夫
豊田 敏夫（とよた としお、1956年7月19日 - ）は、日本の男子陸上競技選手。専門は短距離走。熊本県人吉市出身。
熊本県立多良木高等学校を卒業し新日本製鐵に就職。1977年に日本陸上競技選手権大会で100mと200mでともに初優勝を果たし、日本選手権では100mで計2回、200mで計4回の優勝を果たすことになる。1979年の東京でのアジア陸上競技選手権大会でも200mで銅メダルを獲得した。
1980年のモスクワオリンピック代表に選ばれたが日本のボイコットにより出場はできなかった。
1981年の東京でのアジア陸上競技選手権大会で優勝、1982年のニューデリーで開催されたアジア競技大会でも準優勝している。

## 主要大会成績
- 備考欄の記録は当時のもの

### 国際大会
| 年   | 大会                     | 場所             | 種目    | 結果 | 記録          | 備考                  |
| ---- | ------------------------ | ---------------- | ------- | ---- | ------------- | --------------------- |
| 1977 | 第1回ワールドカップ (en) | デュッセルドルフ | 200m    | 6位  | 21秒24 (+1.0) |                       |
| 1979 | 第3回アジア選手権        | 東京             | 200m    | 3位  | 21秒39        |                       |
| 1981 | 第4回アジア選手権        | 東京             | 100m    | 5位  | 10秒75        |                       |
| 1981 | 第4回アジア選手権        | 東京             | 200m    | 優勝 | 20秒99        |                       |
| 1981 | 第4回アジア選手権        | 東京             | 4x100mR | 優勝 | 39秒86 (2走)  |                       |
| 1981 | 第3回ワールドカップ (en) | ローマ           | 200m    | 8位  | 21秒39 (+0.1) | アジア代表            |
| 1981 | 第3回ワールドカップ (en) | ローマ           | 4x100mR | 7位  | 40秒07 (1走)  | アジア代表 (日本代表) |
| 1982 | 第9回アジア大会          | ニューデリー     | 200m    | 2位  | 21秒13        |                       |
| 1982 | 第9回アジア大会          | ニューデリー     | 4x100mR | 3位  | 39秒97 (4走)  |                       |

### 日本選手権
- 6位以内の成績を収めた大会を記載

| 年   | 大会             | 種目 | 結果 | 記録          | 備考     |
| ---- | ---------------- | ---- | ---- | ------------- | -------- |
| 1977 | 第61回日本選手権 | 100m | 優勝 | 10秒80 (-0.3) |          |
| 1977 | 第61回日本選手権 | 200m | 優勝 | 21秒38 (+0.1) |          |
| 1978 | 第62回日本選手権 | 200m | 4位  | 21秒81 (0.0)  |          |
| 1979 | 第63回日本選手権 | 100m | 優勝 | 10秒52 (0.0)  |          |
| 1979 | 第63回日本選手権 | 200m | 優勝 | 20秒93 (0.0)  | 日本記録 |
| 1980 | 第64回日本選手権 | 100m | 2位  | 10秒95 (-2.1) |          |
| 1980 | 第64回日本選手権 | 200m | 優勝 | 20秒94 (0.0)  |          |
| 1981 | 第65回日本選手権 | 100m | 3位  | 10秒85 (-0.6) |          |
| 1981 | 第65回日本選手権 | 200m | 2位  | 21秒46 (+0.4) |          |
| 1982 | 第66回日本選手権 | 100m | 3位  | 10秒79 (+1.2) |          |
| 1982 | 第66回日本選手権 | 200m | 優勝 | 20秒81 (-0.2) | 日本記録 |
| 1983 | 第67回日本選手権 | 200m | 6位  | 21秒90 (-0.6) |          |
| 1984 | 第68回日本選手権 | 200m | 3位  | 21秒53 (+1.7) |          |
| 1985 | 第69回日本選手権 | 200m | 4位  | 21秒49 (0.0)  |          |